# Lisa Skogh
Lisa Viktoria Skogh, född 22 augusti 1983 i  i Svaneholm, Svanskogs församling, Säffle kommun, är en svensk travhästskötare och travtränare. Hon är mest känd som hästskötare till Maharajah, och arbetar för Menhammar som huvudtränare, tillsammans med Pasi Aikio. Skogh arbetade som hästskötare för stallet även då Stefan Hultman var huvudtränare.

## Karriär
Lisa Skoghs travkarriär började hos Jonas Moberg vid Färjestadstravet. Hon sökte sig sedan till Nordamerikansk travsport och arbetade hos Jonas Czernyson i USA, och sedan hos Harald Lunde i Kanada. Från årsskiftet 2010 började hon arbeta för Menhammar.
Skogh har bland annat omnämnts som "superskötare", mest tack vare hästen Maharajah, som hon skötte mellan 2010 och 2014. Under Skoghs år som skötare till Maharajah segrade han bland annat i C.L. Müllers Memorial (2010), Prix de Belgique (2011), Prix de Paris (2011), Olympiatravet (2013), Gulddivisionens final (2013) och Prix d'Amérique (2014).
Hon har även skött om hästar som Venkatesh och Alone.
Från årsskiftet 2021/22 är Skogh verksam som proffstränare, och blir tillsammans med Pasi Aikio huvudtränare för Menhammar.